# István Klimek
Pour les articles homonymes, voir Klimek.
István ou Ștefan Klimek, né le 13 avril 1913 et mort le 12 novembre 1988, est un joueur international de football roumain d'origine hongroise qui jouait en attaque.

## Biographie
On sait peu de choses sur sa vie sauf qu'il joua dans le club roumain du ILSA Timișoara, et qu'il est sélectionné pour jouer dans l'équipe de Roumanie par les deux entraîneurs Josef Uridil et Costel Rădulescu pour participer à la coupe du monde 1934 en Italie. Lors du mondial, les Roumains sont éliminés au 1er tour par l'équipe de Tchécoslovaquie sur un score de 2 buts à 1 en huitièmes-de-finale.